# Tailwind Airlines
Tailwind Airlines är ett turkiskt flygbolag baserat i Istanbul, som flyger charterflyg till Sabiha Gökçen International Airport utanför Istanbul samt Antalyas flygplats. Flygbolaget grundades 2006 som ett turkisk-brittiskt projekt, och då den första kommersiella flygningen ägde rum i maj 2009 bestod Tailwinds flotta av tre Boeing 737-400-flygplan förvärvade från Alaska Airlines.

## Flotta
I oktober 2021 bestod Tailwind Airlines flotta av fem Boeing 737-flygplan med en medelålder på 18,2 år.
| Flygplan       | Antal | Passagerare | Noteringar |
| -------------- | ----- | ----------- | ---------- |
| Boeing 737-400 | 5     | 168         |            |